# Loge De Waare Broedertrouw
Loge De Waare Broedertrouw is een vrijmetselaarsloge in Gouda opgericht in 1801, vallende onder het Grootoosten der Nederlanden. De loge is de oudste nog bestaande vereniging van Gouda.

## Geschiedenis
Op 20 november 1801 werd te Gouda besloten aldaar een loge op te richten. Het verzoek om een constitutiebrief werd gedaan door J. Polijn, Ph. Wouters, T.P. Adams, Jacob Valk, J. Vollebregt, J.A. van Alphen en J.L. Hess. De constitutiebrief is gedateerd op 31 december 1801. De loge werd geïnstalleerd op 24-04-1802. De onderscheidingskleuren waren oorspronkelijk rood, zwart en zilveren sterren, maar vanaf 1819 is dit veranderd in rood en zwart.
De leden komen niet alleen uit Gouda, maar ook uit de wijde regio daaromheen: zoals uit Reeuwijk, Haastrecht, Schoonhoven, Woerden, Waddinxveen, Boskoop, Nieuwerkerk aan den IJssel, Capelle aan den IJssel. De loge komt wekelijks bijeen.

## Vestiging
De loge heeft sinds 1997 haar gebouw in de wijk Korte Akkeren, Nicolaas Beetsstraat 2. Behalve de Loge De Waare Broedertrouw voor mannen zijn in het gebouw tegenwoordig ook de jongere gemengde vrijmetselarij, Loge ‘Pythagoras’ (1915) en de vrijmetselarij voor vrouwen, Loge ‘De Waterspiegel’ (2015), gevestigd.

## Voorzittend Meesters
In onderstaande lijst een overzicht van de Voorzittend Meesters van Loge De Waare Broedertrouw gedurende de eerste twee eeuwen van haar bestaan.
| Van  | Tot  | Voorzittend Meester                 |
| ---- | ---- | ----------------------------------- |
| 1801 | 1813 | Jacobus Anthony van Alphen          |
| 1813 | 1814 | Josias Jan Willem Eekhout           |
| 1814 | 1846 | Jean Antoine Dutilh                 |
| 1846 | 1848 | A.H.J. Ravensteyn Medemblik         |
| 1848 | 1851 | W. Zahn                             |
| 1851 | 1860 | Josias Bartelt Jan Eekhout          |
| 1860 | 1872 | Justinus Hendrik van Gennep         |
| 1872 | 1872 | H.D.G. Furstner                     |
| 1872 | 1881 | Gualtherus Johannes Cornelis Kolff  |
| 1881 | 1894 | Jacob Mijnhardt Noothoven van Goor  |
| 1894 | 1896 | Gerrit Cornelis van der Want (Pzn.) |
| 1896 | 1906 | Jacob Mijnhardt Noothoven van Goor  |
| 1906 | 1909 | Hendricus van Assendelft            |
| 1909 | 1950 | Adolf Hendrik Teepe                 |
| 1940 | 1940 | Pieter Bokhoven (Wzn.)              |
| 1940 | 1945 | Vrijmetselarij verboden tijdens WO2 |
| 1945 | 1957 | Pieter Bokhoven (Wzn.)              |
| 1950 | 1940 | Hendrik de Blouw                    |
| 1957 | 1953 | Hindrik Harms                       |
| 1958 | 1959 | Pieter Bokhoven (Wzn.)              |
| 1959 | 1967 | R.J. Kortleve                       |
| 1967 | 1971 | Willem Frederik van Galen           |
| 1971 | 1974 | Willem Cassée                       |
| 1974 | —    | C.J.W. Stapper                      |

Vrijmetselarij · Beginselen · Geschiedenis · Symbolen · Vrijmetselaarsloge · Ordegrondwet · Obediëntie · Regulariteit en irregulariteit · Ritus · Graden · Grootmeester · Gemengde vrijmetselarij · Para-vrijmetselarij · Antivrijmetselarij · Vrijmetselarij in Nederland · Vrijmetselarij in België · Internationale vrijmetselarij
>>> Meer info op Portaal:Vrijmetselarij <<<